# شانه‌موش سالتا
شانه‌موش سالتا (نام علمی: Ctenomys saltarius) نام یک گونه از سرده شانه‌موش است.